# ألكساندر جوريتش
ألكساندر جوريتش مواليد 12 أغسطس 1970 في جمهورية يوغوسلافيا الاشتراكية الاتحادية، هو لاعب كرة قدم بوسني سابق كان يلعب كمهاجم. لعب خلال مسيرته 597 مباراة سجل خلالها 362 هدفاً.

## روابط خارجية
- ألكساندر جوريتش على موقع الاتحاد الدولي (مؤرشف)  (الإنجليزية)
- ألكساندر جوريتش على موقع قاعدة بيانات كرة القدم.إي يو (الإنجليزية)
- ألكساندر جوريتش على موقع ناشيونال فوتبول تيمز (الإنجليزية)
- ألكساندر جوريتش على موقع Soccerway.com (الإنجليزية)
- ألكساندر جوريتش على موقع أوليمبيديا (الإنجليزية)